# حنين زعبي
حنين زعبي، هي سياسية فلسطينية من مواليد 23 مايو 1969 في الناصرة، عضو سابق في الكنيست أو البرلمان الأسرائيلي (2009- 2019) عن حزب التجمع الوطني الديمقراطي و«القائمة المشتركة»، وهي أول امرأة تتبوأ هذا المنصب ضمن حزب عربي. شغلت المكان الثاني ضمن قائمة حزب التجمع الوطني الديمقراطي، وشغلت المكان السابع في القائمة المشتركة في انتخابات الكنيست 2015. أعلنت عن عدم خوضها الانتخابات عام 2019.

## التعليم والثقافة
ولدت حنين زعبي لأسرة مسلمة في 23 مايو 1969 في الناصرة، درست في ثانوية المطران الكاثوليكية في الناصرة ثم التحقت بجامعة حيفا حيث أنهت درجة البكالوريوس بـعلم النفس والفسلفة ثم أستأنفت دراستها في الجامعة العبرية في القدس ونالت درجة الماجستير في الإعلام.
قامت بتدريس الصحافة والإعلام في مدرسة راهبات الفرنسيسكان في الناصرة، وكانت محاضرة في كلية أورانيم وكلية عبلين للإعلام بالإضافة لإعدادها منهاج دراسي في مجال الصحافة بكلية الإعلام في عبلين. وهي مؤسسة ومديرة مركز إعلام من العام 2003 حتى عام 2008، وعضو إدارة جمعية الثقافة العربية منذ عام 1998. كما أنها من مؤسسي اتحاد المرأة التقدمي التابع لحزبها، وناشطة وقيادية في حزب التجمع.

## النشاط السياسي
انضمت زعبي لصفوف حزب التجمع عام 2001م. في عام 2003 شاركت في تأسيس مركز «إعلام» المركز الإعلامي للفلسطينيين العرب في إسرائيل الذي ترأسته منذ تأسيسه وحتى الاستقالة للتفرغ للعمل السياسي حيث تقدمت في الانتخابات التمهيدية في صفوف التجمع عام 2006 إلا أن نتيجة التصويت لم تكن كافية لتضمن لها كرسي في الكنيست وفي انتخابات عام 2009 أدرجت في المكان الثاني بالقائمة البرلمانية وكان لها الحظ بتبوء كرسي في الكنيست كأول عربية ضمن قائمة عربية. يذكر أن حنين زعبي ليست أول عربية تدرج كنائبة في الكنيست فقد سبقتاها النائبات حسنية جبارة عن حزب ميرتس ونادية حلو عن حزب العمل.

## آراء سياسية
في الكنيست الـ18 أثناء مراسم آداء اليمين الدستوري في 24 فبراير 2009 غادرت زعبي قاعة الكنيست قبل القاء النشيد الوطني لدولة إسرائيل «هتكفا» وأوضحت ان هذا النشيد لا يمثلها وأنها فضلت المغادرة على هذا النفاق. حيث ترفض زعبي فكرة يهودية دولة إسرائيل والتي تصفها: «بالعنصرية بطبيعة حالها» وعن فكرة يمين الولاء للدولة للمواطنين فأن رؤية التجمع له كفكرة مرفوضة وغير شرعية ولا أخلاقية فاذا سنوافق على مصطلح «يهودية الدولة» فانك ستوافق وتتماشى مع فكرة الولاء للدولة بالإضافة لإلغاء حق الاقليات الأخرى..
بالإضافة لرفضها الشديد فرض مشروع الخدمة المدنية الحكومي للمواطنين العرب حيث وصفت فرض الخدمة على العرب في إسرائيل هي بمثابة اعلان حرب على الجماهير العربية وأشارت زعبي إلى أن الدولة التي تعلن عن نفسها يهودية وتفرض علينا الخدمة المدنية بحجة «توزيع الأعباء على الجميع» هي دولة عمياء وغبية، تستخف بعقولنا وتدوس كرامتنا. فبعد أن تصادر أرضنا وتبني عليها مساكن ومدنا لليهود فقط، وتفصل المخططات لسلبنا ما بقي من الأرض في النقب، وتشرد عشرات اللآف من شعبنا، وتمنع إعادة النازحين إلى قراهم، وتحول مئات القرى العربية إلى قرى يهودية، «تطالبنا بأن نشارك في الأعباء»، أي اعباء نشارك بها؟ .

## أسطول الحرية
شاركت زعبي كأول عضو برلمان إسرائيلي وفد عرب الداخل 48 عن حزب التجمع ضمن إرسالية لجنة المتابعة العليا للجماهير العربية في إسرائيل على متن السفينة الشهيرة «مافي مرمرة» التي أبحرت من بحر مرمرة متجهه إلى سواحل مدينة غزة المحاصرة لكسر الحصار المفروض عليها من الحكومة الإسرائيلية، وقبيل اقتراب السفينة إلى حدود المياه الاقليمية لإسرائيل قامت قوات الـ كماندوس الإسرائيلية باقتحام السفينة ليلاً تحت نية اقتياد السفينة إلى ميناء أشدود وقد اندلع آنذاك مواجهات على ظهر السفينة وقد شهد توتر العلاقات بين تركيا وإسرائيل نتيجة لأعمال العنف وقتل 9 أتراك وجرح 45 آخرون. وتروي زعبي أحداث اقتحام السفينة بالشرسة والوحشية حيث وجد جرحى نزفوا حتى الموت من دون تقديم المساعدة لهم. وكتبت لافتة بالعبرية طلباً لإسعاف الجرحى، لكنَّ أحداً لم يكترث لندائها. وتمَّت السيطرة على السفينة في غضون عشرين دقيقة، لكنّ الكوماندوس الإسرائيلي أعلن السيطرة بعد ساعةٍ وربع.
في إسرائيل شنت حملات شرسة ضد زعبي نتيجة هذه المشاركة من قبل أعضاء الكنيست في اليمين من على منبر الكنيست قائلين: اذهبي لغزة يا خائنة بعد خطاب زعبي ووصفها أحداث اقتحام السفينة «بالقرصنة» ودعا وزير الداخلية السابق إيلي يشاي برسالة إلى النائب العام يهودا فاينشتاين بتجريد زعبي من جنسيتها الإسرائيلية وحصانتها البرلمانية تحت ذريعة خيانة الدولة وطلب تقديمها للمحاكمة.
قامت لجنة الكنيست بالتصويت لإلغاء الحصانة البرلمانية للنائبة زعبي وقد جذبت هذه القضية اهتمام وسائل الاعلام والاتحاد البرلماني الدولي وفي نهاية المطاف تم إلغاء القرار بعد رفض رئيس الكنيست السابق آنذاك رؤبين ريفلين تمرير مشروع الإدانة ورفع الحصانة للتصويت عليه في الجمعية العامة للكنيست، وقد تم تجريدها من بعض الحقوق والامتيازات البرلمانية نتيجة هذه المشاركة مثل ضمان الحصول على التمويل للدفاع عن نفسها أمام القانون وسحب الجواز الدبلوماسي.

## انتخابات الكنيست الـ19
عقد المحكمة العليا في إسرائيل جلسة تتعلق بقضية شطب النائبة حنين زعبي من الترشح لإنتخابات الكنيست الـ19 بعدما قدمت النائبة زعبي للمحكمة التماس بعد قرار لجنة الانتخابات بعدم السماح لها بالترشح نتيجة لمشاركتها باسطول الحرية وفي نهاية المطاف اصدرت المحكمة قراراً إلزامياً بإلغاء قرار اللجنة والسماح لزعبي بالترشح للالانتخابات معللة قرارها بأنّ استخدام شطب المرشّح أو القائمة هو أداة صارمة يجب الحفاظ عليها للحالات الخارجة عن القاعدة وأن الإدعاءات التي طُرحت ضد النائبة زُعبي غير كافية لوجوب قرار بعدم السماح والإدانة.

## وصلات خارجية
- العربية نت: «العربية. نت» تحاور المرأة التي هزت عرش إسرائيل.